# Naturschutzgebiet Grünscheider Bach
Das Naturschutzgebiet Grünscheider Bach erstreckt sich südlich von Grünscheid in der Stadt Leichlingen (Rheinland) im Rheinisch-Bergischen Kreis.

## Beschreibung
Es handelt sich um ein strukturreiches Siefental mit einer Sturzquelle über einen Felsvorsprung, Ranker-Felsböden, Felsklüften, Kleinhöhlen und Quellaustritten. In den Waldbeständen findet sich
z. T. stehendes Totholz. Der Bachlauf, der periodisch wasserführend ist, zeigt sich naturnah und besitzt Hochstauden- und Quellfluren mit z. T. gefährdeten und seltenen Pflanzengesellschaften.
Das Fachinformationssystem des Landesamtes für Natur, Umwelt und Verbraucherschutz in NRW beschreibt das Gebiet wie folgt:

„Das Gebiet umfasst ein ca. 700 Meter langes, steil eingeschnittenes Kerbtal, welches von einem schmalen Quellbach durchflossen wird. Der Quellbach zeigt einen naturnahen, meist gestreckten Verlauf. Das kleine Fliessgewässer wird durch den umgebenden Buchenhochwald stark beschattet, so dass eine krautige Ufervegetation natürlicherweise kaum vorhanden ist. Überdies verhindert die besondere Talmorphologie mit starkem Gefälle im Bachlängsverlauf sowie eine starke Schwankung im Abflussregime eine Ausbildung von Längsbänken oder anderen besonderen Uferstrukturen. Diese Verhältnisse sind für die meisten kleinen Quellbäche in stärker geneigten Kerbtälern des Bergischen Landes charakteristisch. Die steilen, mehr als 50 m hohen, durchschnittlich 100 m breiten Hänge sind mit totholzreichem Buchenhochwald bestanden. Vereinzelt sind in der Baumschicht Kiefern und Eichen beigemischt. Eine Krautschicht ist kaum vorhanden. Stellenweise ist der Wald reich an Farnen. Die Strauchschicht ist vor allem auf dem Unterhang mässig entwickelt. Hier bildet die Stechpalme einen hohen Deckungsgrad. Im oberen Talabschnitt befindet sich am Südhang eine größere Aufschüttung aus Erdaushub und Bauschutt. Diese Aufschüttung dient offensichtlich zur Vergrößerung der Betriebsfläche eines auf der Hochfläche gelegenen Hofes, führt aber zur Zerstörung der natürlichen Bodenstruktur und der Krautschicht des bewaldeten Hanges. Der unterhalb gelegene Quellbereich ist verändert, er weist einen Brunnenschacht auf.“

## Schutzzwecke
Das Gebiet wird zur Erhaltung und Wiederherstellung eines Siefens mit
Quellbereichen, einem naturnahen Bach (Zufluss des Weltersbachs), sowie begleitenden naturnahen Waldbeständen als gebietstypisches Biotop des Bergischen Landes geschützt.

## Wanderwege
Ein breiter Weg führt von der Straße Auf dem Katzensterz bei Haus 12 hinab durch das NSG bis ins NSG Weltersbachtal.

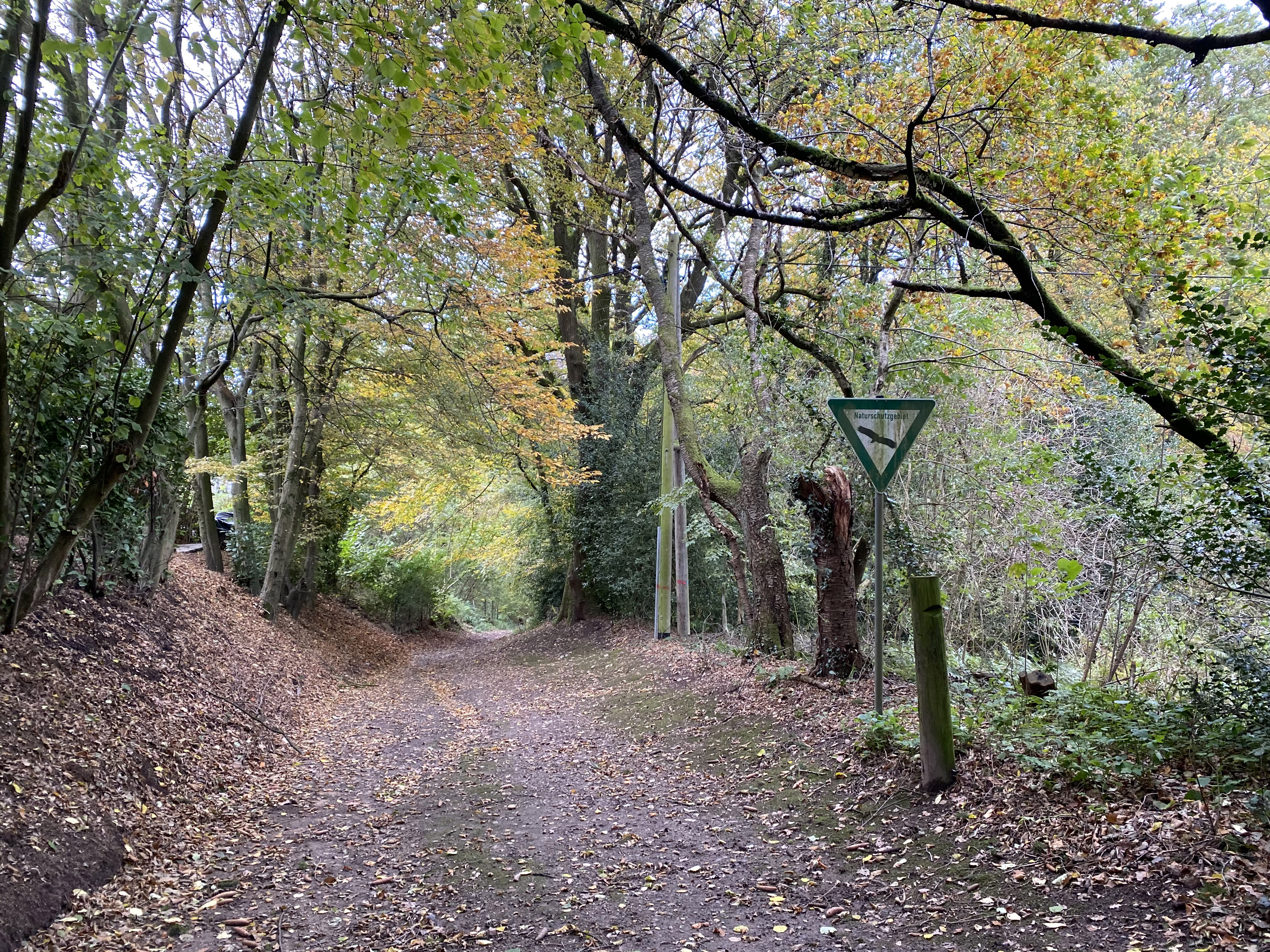
Östlicher Beginn des NSG
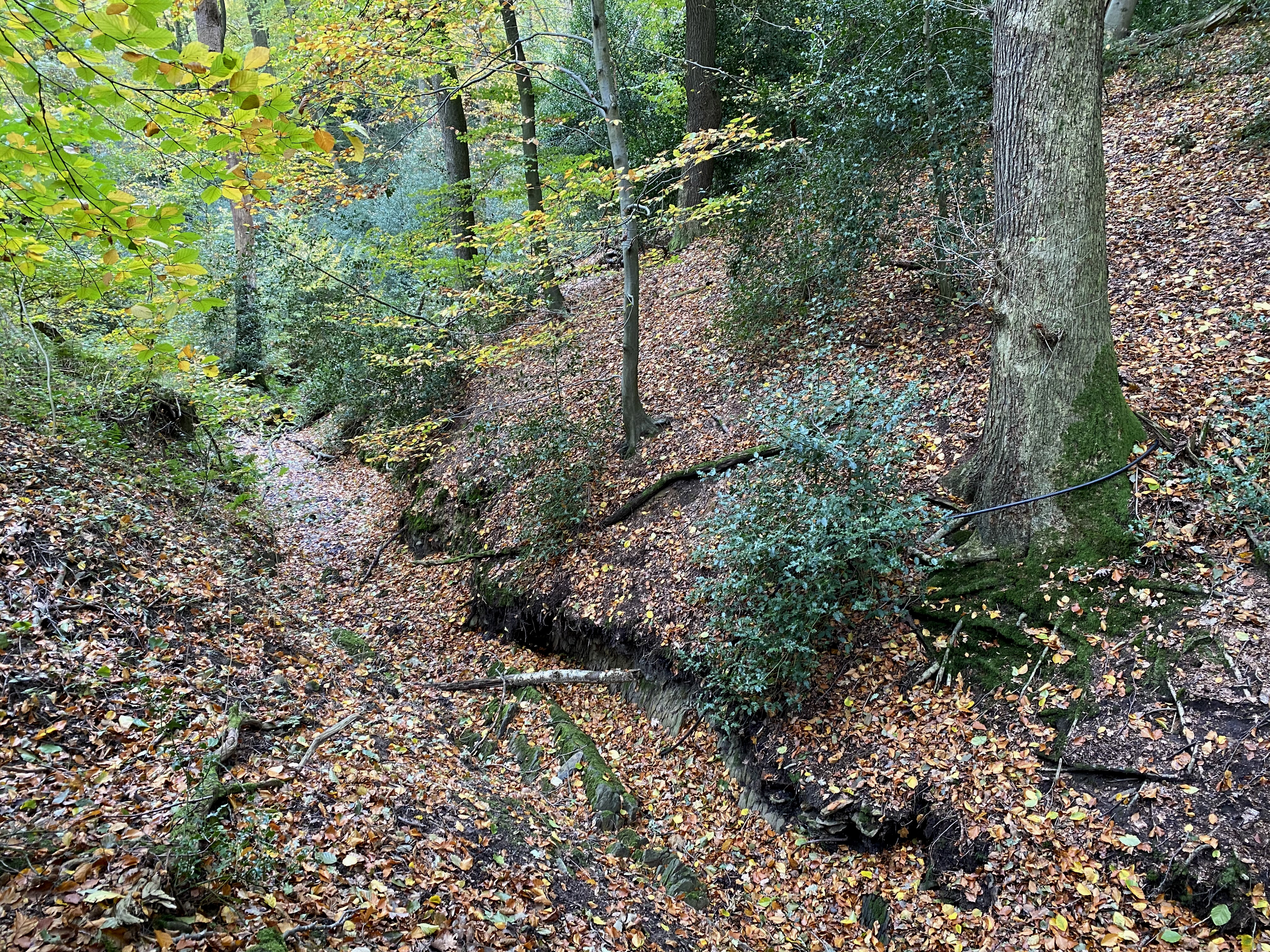
Linker Quellzufluss des Grünscheider Baches
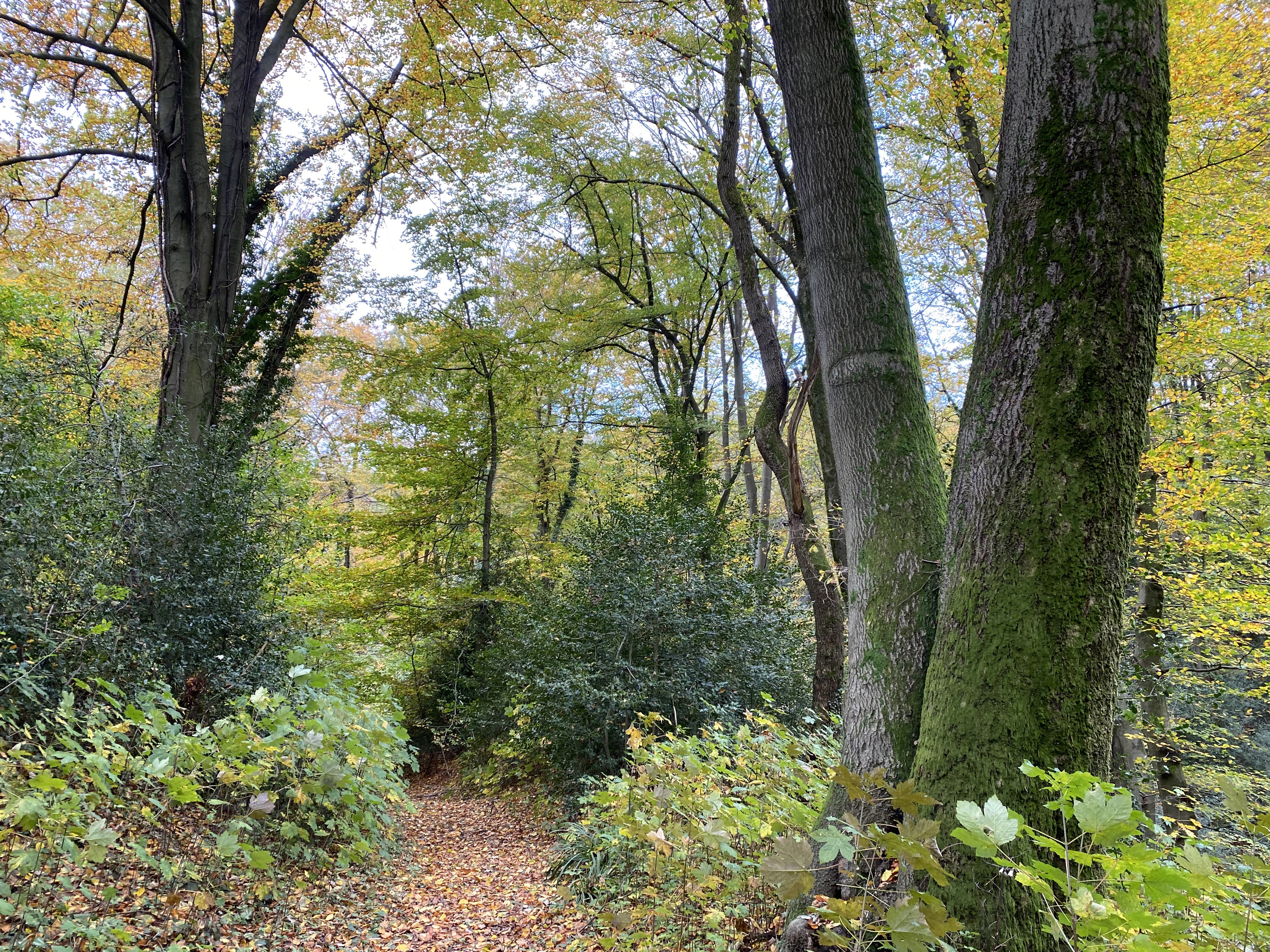
Starkholz – Stechpalme als Unterholz
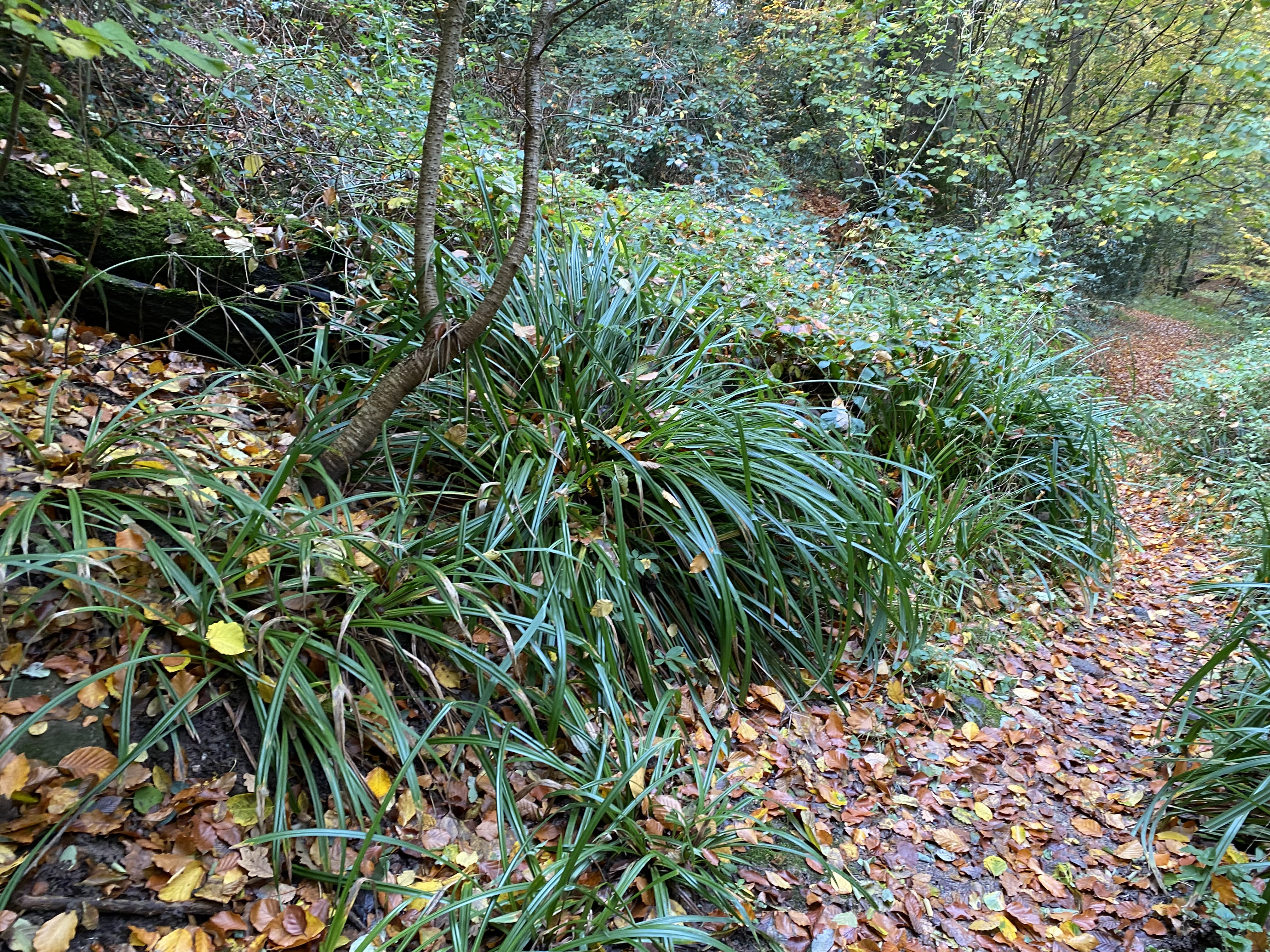
Die Hänge-Segge ist im NSG auffallend häufig anzutreffen
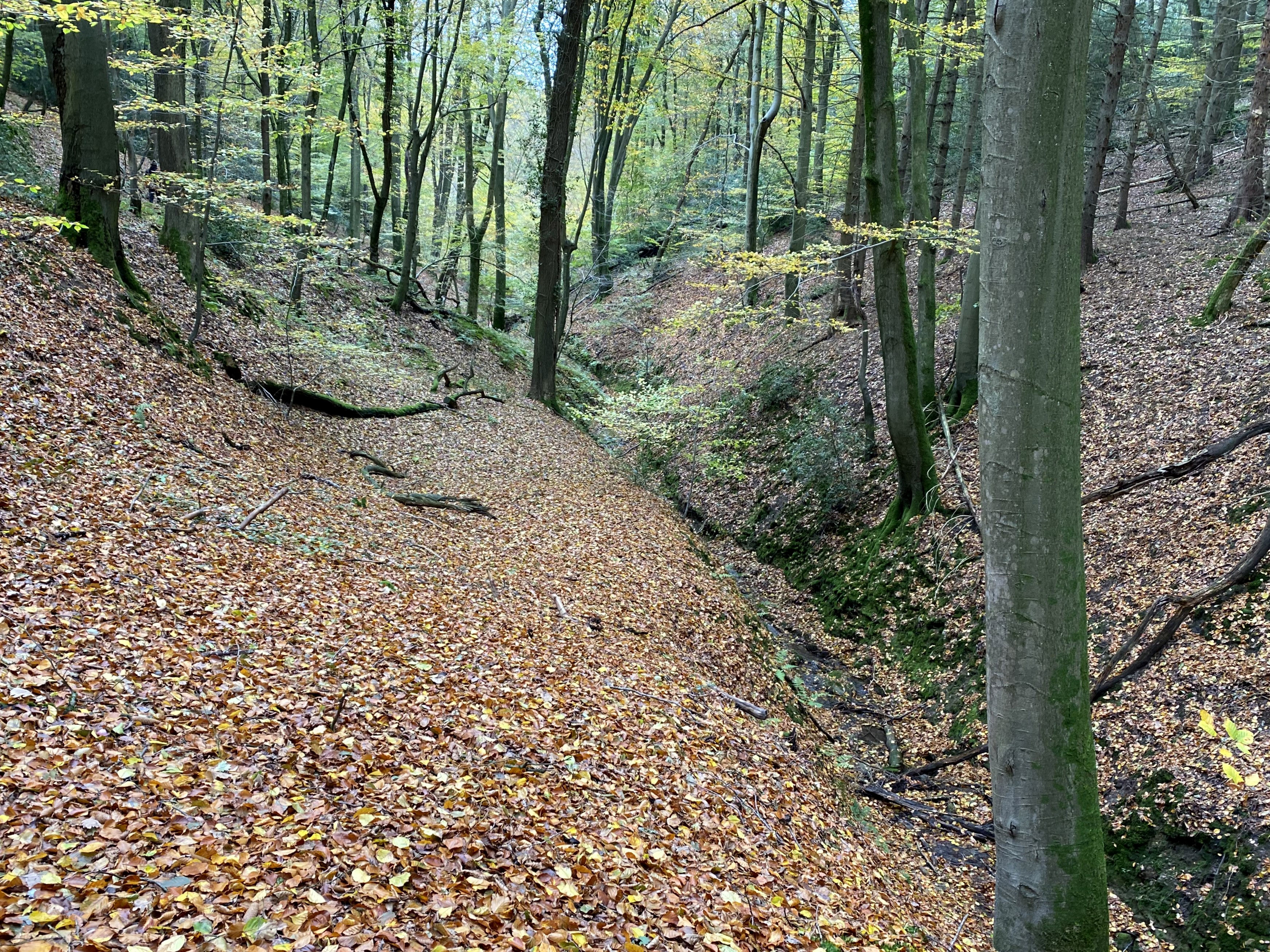
Tief eingekerbt verläuft das Tal des Grünscheider Baches
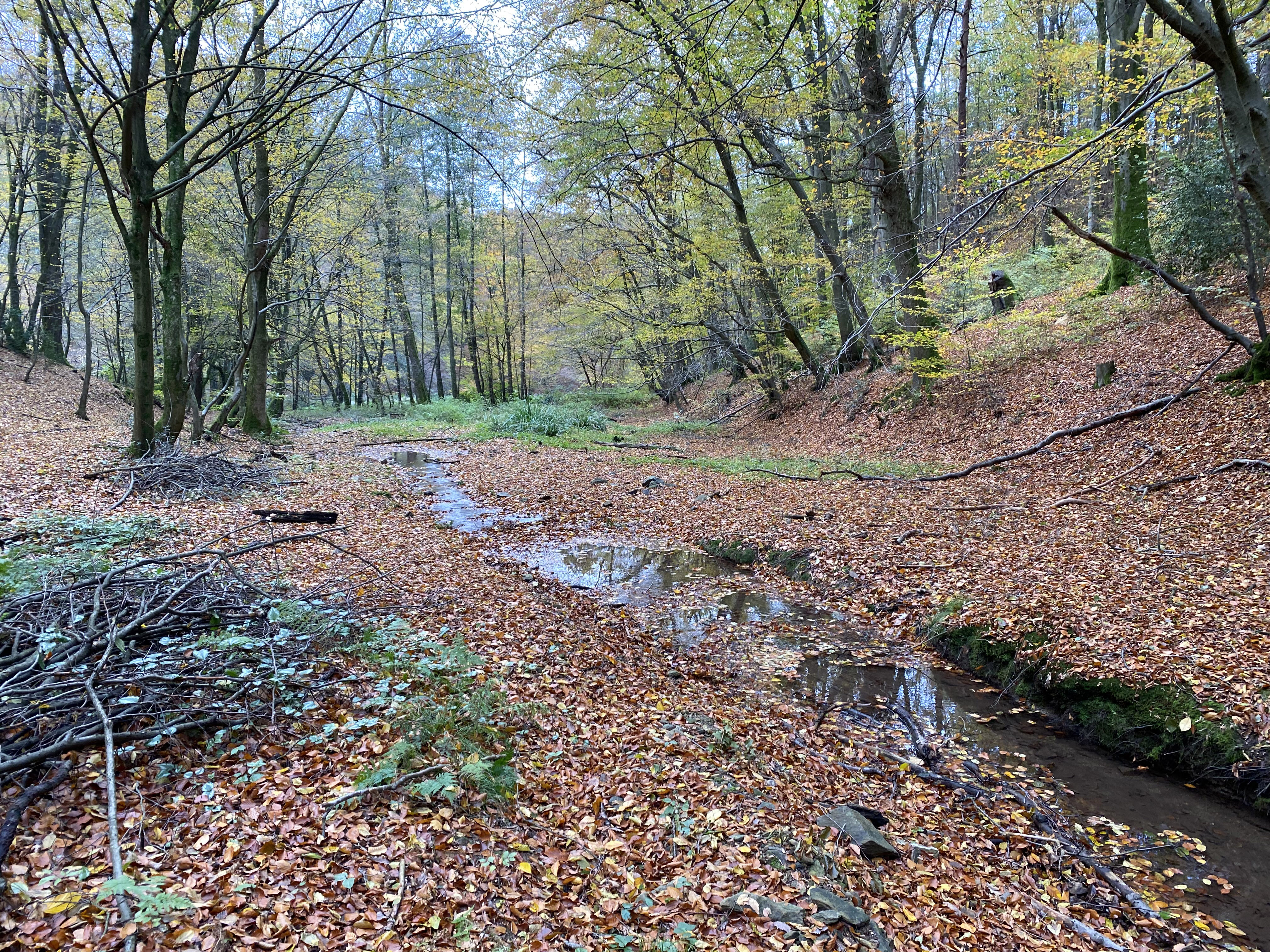
Grünscheider Bach erreicht das Weltersbachtal
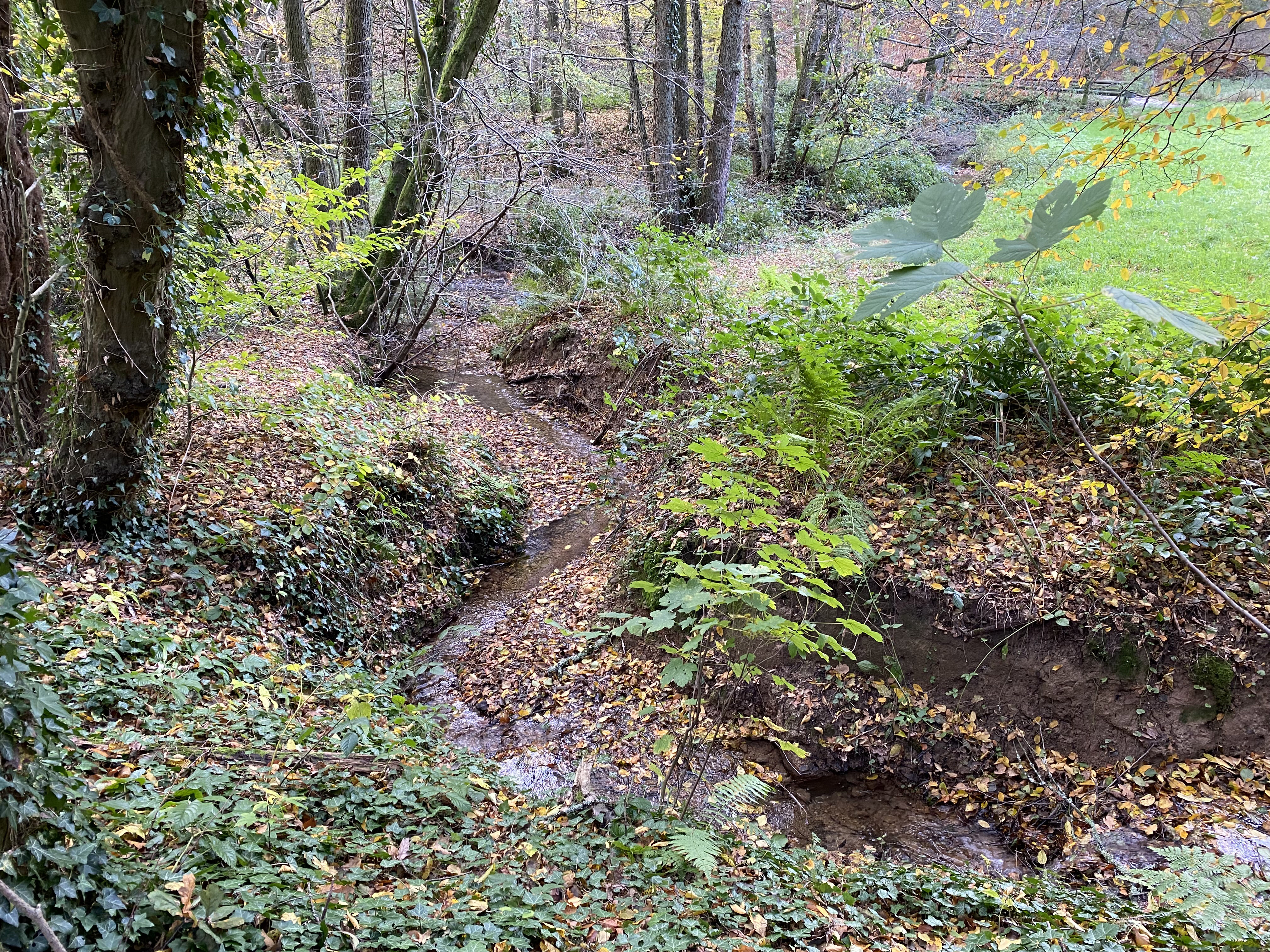
Grünscheider Bach erreicht den Weltersbach (von links kommend)